# Чемпионат Канады по кёрлингу среди мужчин 1976
Чемпионат Канады по кёрлингу среди мужчин 1976 (англ. 1976 Macdonald Brier) проводился в городе Реджайна (провинция Саскачеван) с 7 по 13 марта 1976 года. Турнир проводился в 47-й раз. В Саскачеване чемпионат проводился в 4-й раз, в Реджайне — во 2-й раз (впервые чемпионат проводился там в 1955).
Победитель получал право представлять Канаду (как «команда Канады»; англ. Team Canada) на чемпионате мира 1976, который проходил в марте 1976 в городе Дулут (штат Миннесота, США).
В турнире приняло участие 12 команд, представляющих провинции и территории Канады.
Чемпионом стала (1-й раз в истории чемпионатов) команда, представляющая провинцию Ньюфаундленд и Лабрадор (для команды, которую возглавлял скип Джек Макдафф, это была 1-я победа; в следующий раз мужчины-кёрлингисты из этой провинции выиграли чемпионат в 2017 году). Серебряные медали завоевала команда, представляющая провинцию Манитоба (скип Clare DeBlonde), бронзовые медали — команда, представляющая провинцию Квебек (скип Джим Урсел).
В последний раз на этом чемпионате матчи проводились в 12 эндов, со следующего чемпионата и до настоящего времени матчи проводятся в 10 эндов.

## Формат соревнований
Команды играют между собой по круговой системе в один круг.

## Команды
| Команда                          | Четвёртый        | Третий           | Второй           | Первый            | Клуб                          |
| -------------------------------- | ---------------- | ---------------- | ---------------- | ----------------- | ----------------------------- |
| Альберта                         | Wayne Sokolovsky | Frank Morissette | John Cottam      | Shayne Wylie      | Calgary CC (Калгари)          |
| Британская Колумбия              | Берни Спаркс     | Берт Гретцингер  | Al Cook          | Keiven Bauer      | Burnaby WC (Бернаби)          |
| Квебек                           | Джим Урсел       | Арт Лобел        | Дон Эйткен       | Брайан Росс       | St. Laurent CC (Мон-Руаяль)   |
| Манитоба                         | Clare DeBlonde   | Garry DeBlonde   | Don Finkbeiner   | Doug Finkbeiner   | Heather CC (Виннипег)         |
| Новая Шотландия                  | Alf Romain       | Doug Arnold      | Stu Cameron      | Guy LaRocque      | Mayflower CC (Галифакс)       |
| Нью-Брансуик                     | Dave Sullivan    | Mike Flannery    | Tom Rubec        | Greg Gilks        | Capital WC (Фредериктон)      |
| Ньюфаундленд и Лабрадор          | Джек Макдафф     | Тоби Макдональд  | Даг Хадсон       | Кен Темплтон      | St. John's CC (Сент-Джонс)    |
| Онтарио                          | Joe Gurowka      | Bob Charlebois   | Ray Lilly        | Jim McGrath       | Dixie CC (Миссиссога)         |
| Остров Принца Эдуарда            | Ken McDonald     | Keith MacEachern | Peter McDonald   | Al Ledgerwood     | Charlottetown CC (Шарлоттаун) |
| Саскачеван                       | Roger Anholt     | Greg Manwaring   | Moe Tait         | Vic Rogers        | Moose Jaw CC (Мус-Джо)        |
| Северное Онтарио                 | Рик Лэнг         | Боб Никол        | Al Fiskar, Jr.   | Warren Butters    | Fort William CC (Тандер-Бей)  |
| Северо-Западные территории/ Юкон | Howard Brazeau   | Jim Schaefer     | Charles Schaefer | Pauly Kaeser, Jr. | Fort Smith CC (Fort Smith)    |

(скипы выделены полужирным шрифтом)

## Итоговая классификация
| М  | Команда                                           | В | П |
| -- | ------------------------------------------------- | - | - |
| 1  | Ньюфаундленд и Лабрадор (Джек Макдафф)            | 9 | 2 |
| 2  | Манитоба (Clare DeBlonde)                         | 8 | 3 |
| 3  | Квебек (Джим Урсел)                               | 7 | 4 |
| 4  | Нью-Брансуик (Dave Sullivan)                      | 7 | 4 |
| 5  | Британская Колумбия (Берни Спаркс)                | 7 | 4 |
| 6  | Альберта (Wayne Sokolosky)                        | 6 | 5 |
| 7  | Северо-Западные территории/ Юкон (Howard Brazeau) | 5 | 6 |
| 8  | Северное Онтарио (Рик Лэнг)                       | 5 | 6 |
| 9  | Новая Шотландия (Alf Romain)                      | 4 | 7 |
| 10 | Онтарио (Joe Gurowka)                             | 3 | 8 |
| 11 | Саскачеван (Roger Anholt)                         | 3 | 8 |
| 12 | Остров Принца Эдуарда (Ken McDonald)              | 2 | 9 |

## Награды
Команда всех звёзд (All-Stars team)
По результатам точности бросков (в процентах) игроков в матчах кругового этапа на каждой позиции определяется команда «всех звёзд».
| Четвёртый (скип)                       | Третий                                | Второй              | Первый                             |
| -------------------------------------- | ------------------------------------- | ------------------- | ---------------------------------- |
| Джек Макдафф · Ньюфаундленд и Лабрадор | Берт Гретцингер · Британская Колумбия | Дон Эйткен · Квебек | Keivan Bauer · Британская Колумбия |

Ross Harstone Sportsmanship Award
(Приз имени Росса Хардстона за воплощение спортивного духа)
- Джим Урсел ( Квебек)